# Iwan Soschenko

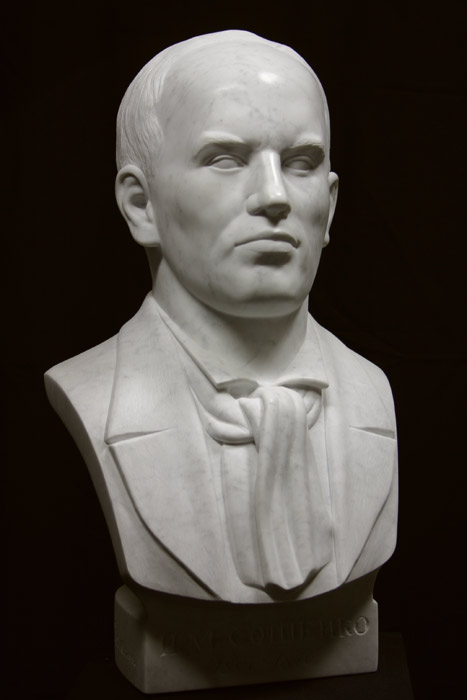
Büste Iwan Soschenkos von Mykola Schmatko

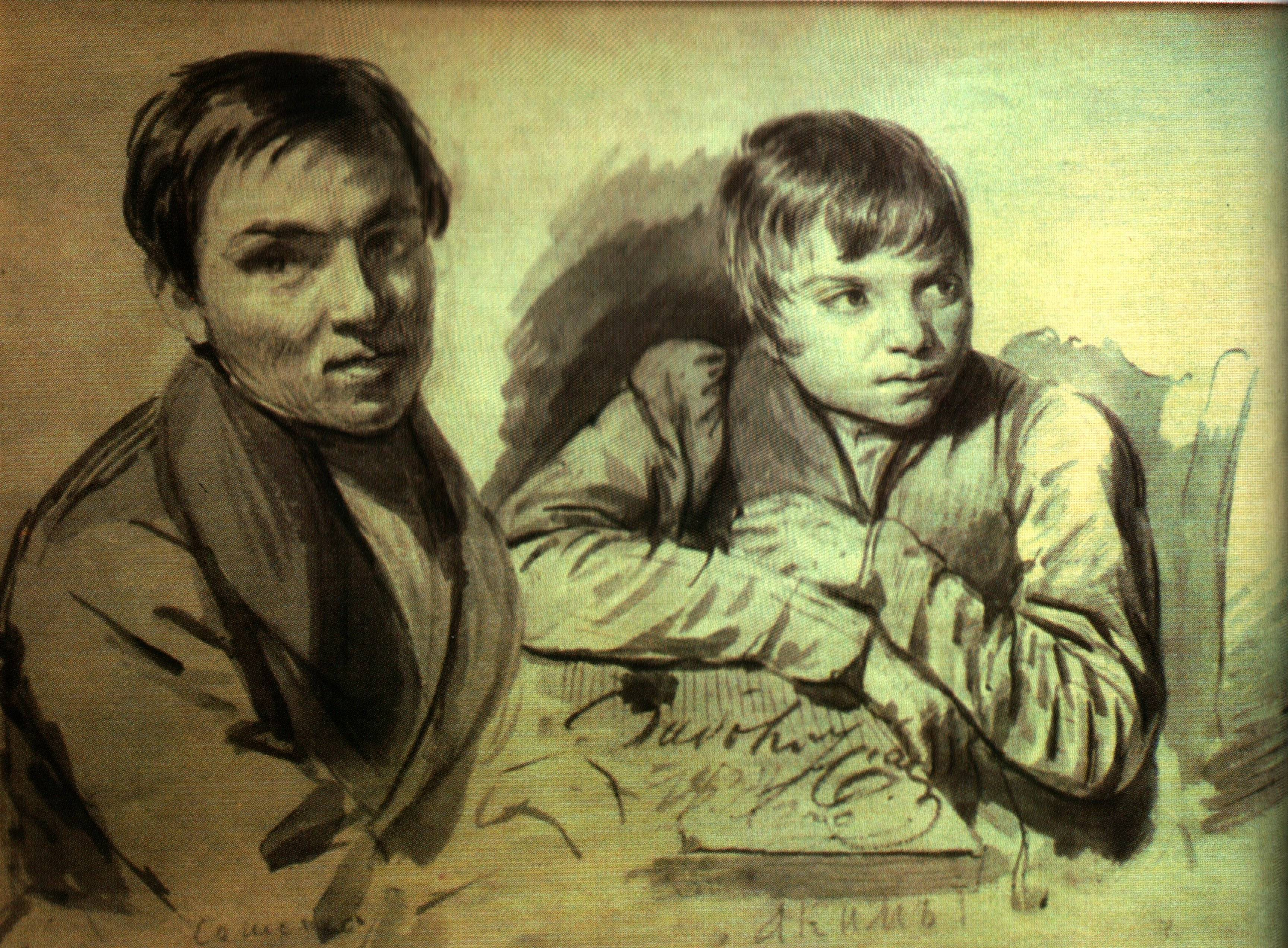
Porträt von Soschenko von Yakim Zablocky

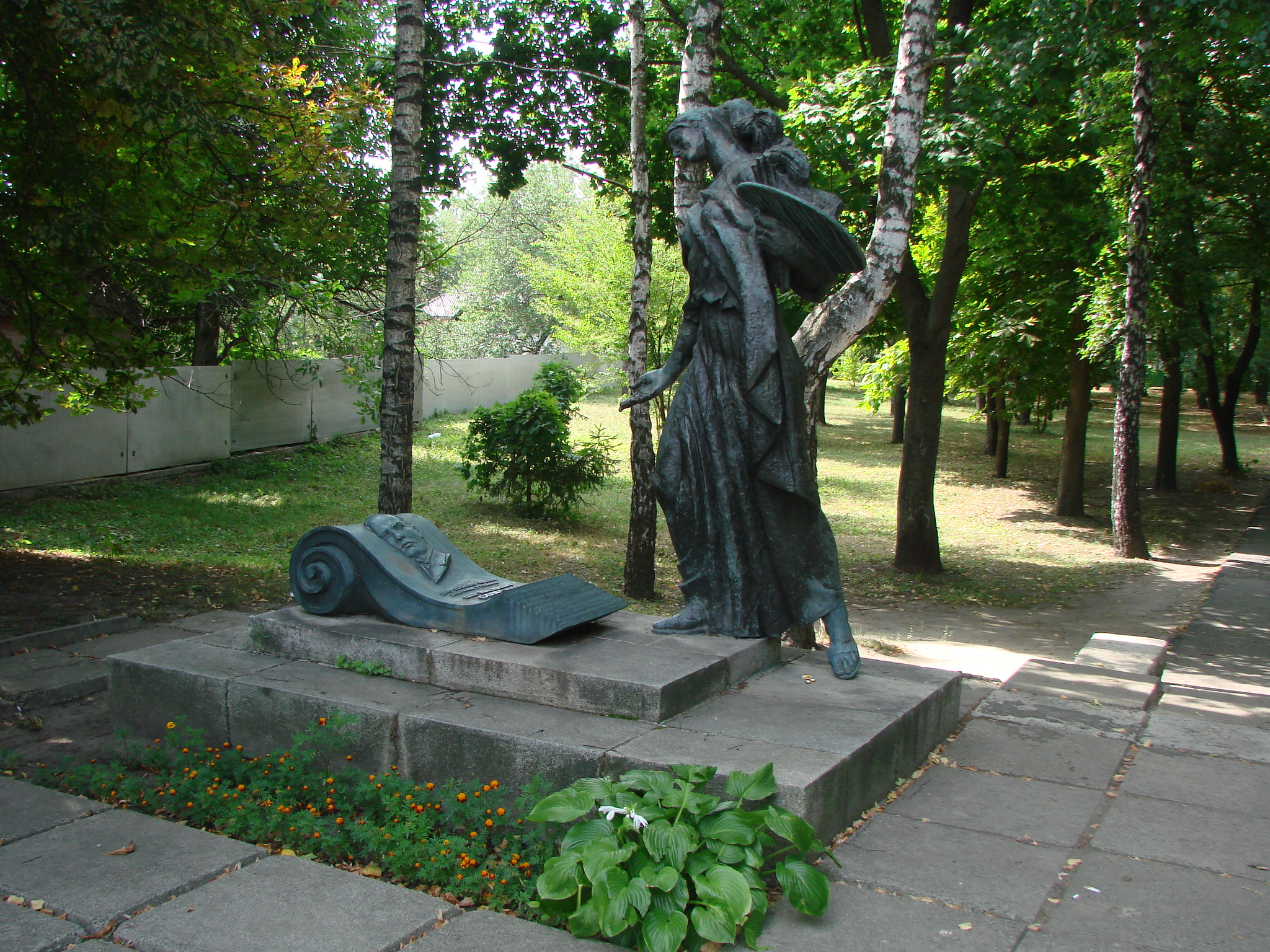
Grab von Iwan Soschenko in Korsun

Iwan Maksymowytsch Soschenko (ukrainisch Іван Максимович Сошенко; * 2. Junijul. / 14. Juni 1807greg. in Bohuslaw, Gouvernement Kiew, Russisches Kaiserreich; † 18. Julijul. / 30. Juli 1876greg. in Korsun, Gouvernement Kiew, Russisches Kaiserreich) war ein ukrainischer Maler und Kunstlehrer.

## Leben
Mit 13 Jahren kam Iwan Soschenko zum Arbeiten in den Haushalt des Ikonenmalers Stepan Prewlozkyj (ukrainisch Степан Степанович Превлоцький). 1823 begann er selbständig als Maler zu arbeiten und erwarb sich einen guten Ruf als Ikonenmaler.
Von 1834 bis 1838 studierte Soschenko an der Kaiserlichen Kunstakademie in Sankt Petersburg. Im Studium schuf er zahlreiche Genre- und historische Gemälde, Porträts und Landschaftsbilder und kopierte Werke der klassischen Kunst.
Während seines Studiums lernte er im Sommergarten von Sankt Petersburg Taras Schewtschenko kennen, dem er einige Grundlagen der Malerei beibrachte und den er 1835 in die künstlerische Gesellschaft von Sankt Petersburg einführte. Unter anderem machte er ihn mit Jewhen Hrebinka, Wassili Andrejewitsch Schukowski, Karl Pawlowitsch Brjullow und Alexei Gawrilowitsch Wenezianow bekannt. 1838 half er Schewtschenko, der zu diesem Zeitpunkt noch Leibeigener war, seine Freiheit zu erwerben und Student an der russischen Akademie der Künste zu werden. Von Herbst 1838 bis Januar 1839 lebte Soschenko gemeinsam mit Schewtschenko in der gleichen Wohnung und auch nach seinem Wegzug aus Sankt Petersburg blieben sie weiterhin Freunde. Bei Schewtschenkos Beerdigung im Mai 1861 begleitete er in Kaniw dessen Sarg.
Nach dem Studium wechselte er 1839, aufgrund seiner schlechten Gesundheit, als Lehrer an ein Gymnasium in Nischyn, wo er auch Bilder der Galerie Potocki kopierte. Von 1846 bis 1856 lehrte er Malerei an einem Gymnasium in Nemyriw. Hier lehrte auch der spätere Schewtschenko-Biograph Mychajlo Tschalyj, der 1852 an das Zweite Kiewer Gymnasium wechselte und ihn einlud, ebenfalls dort zu lehren. Im Juli 1856 folgte er der Einladung und ging als Lehrer an das Zweite Gymnasium in Kiew, wo er bis zu seinem Lebensende unterrichtete. Einer seiner Schüler dort war der später berühmte Landschaftsmaler Wolodymyr Orlowskyj.
Während einer Reise in seine Heimat nach Bohuslaw starb er 69-jährig am Ros in der Nähe seines Geburtsortes.
1876 wurde in Kiew die von Mychajlo Tschalyj geschriebene Biografie über ihn veröffentlicht.

## Werk
Soschenko malte Genreszenen, ukrainische Landschaften und Ikonen.
Er liebte es, Porträts von alten Menschen zu malen, schuf aber auch Porträts unter anderem von Bohdan Chmelnyzkyj, Iwan Masepa und Iwan Gonta. Seine bekanntesten Werke sind wohl sein Kosakenlager von 1846 und das Aquarell Bandurist von 1847.
Die größte Sammlung von Soschenkos Werken (50 St.) befindet sich im Nationalen Kunstmuseum der Ukraine. Weitere Arbeiten sind im Kiewer Taras-Schewtschenko-Museum und in der nationalen Schewtschenko-Gedenkstätte bei Kaniw ausgestellt.

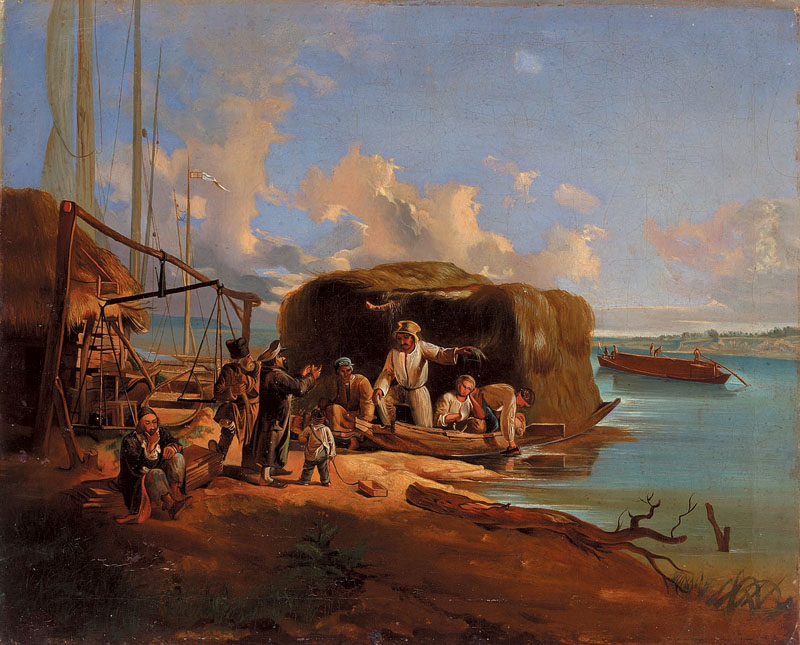
Verkauf von Heu auf dem Dnepr, 1857
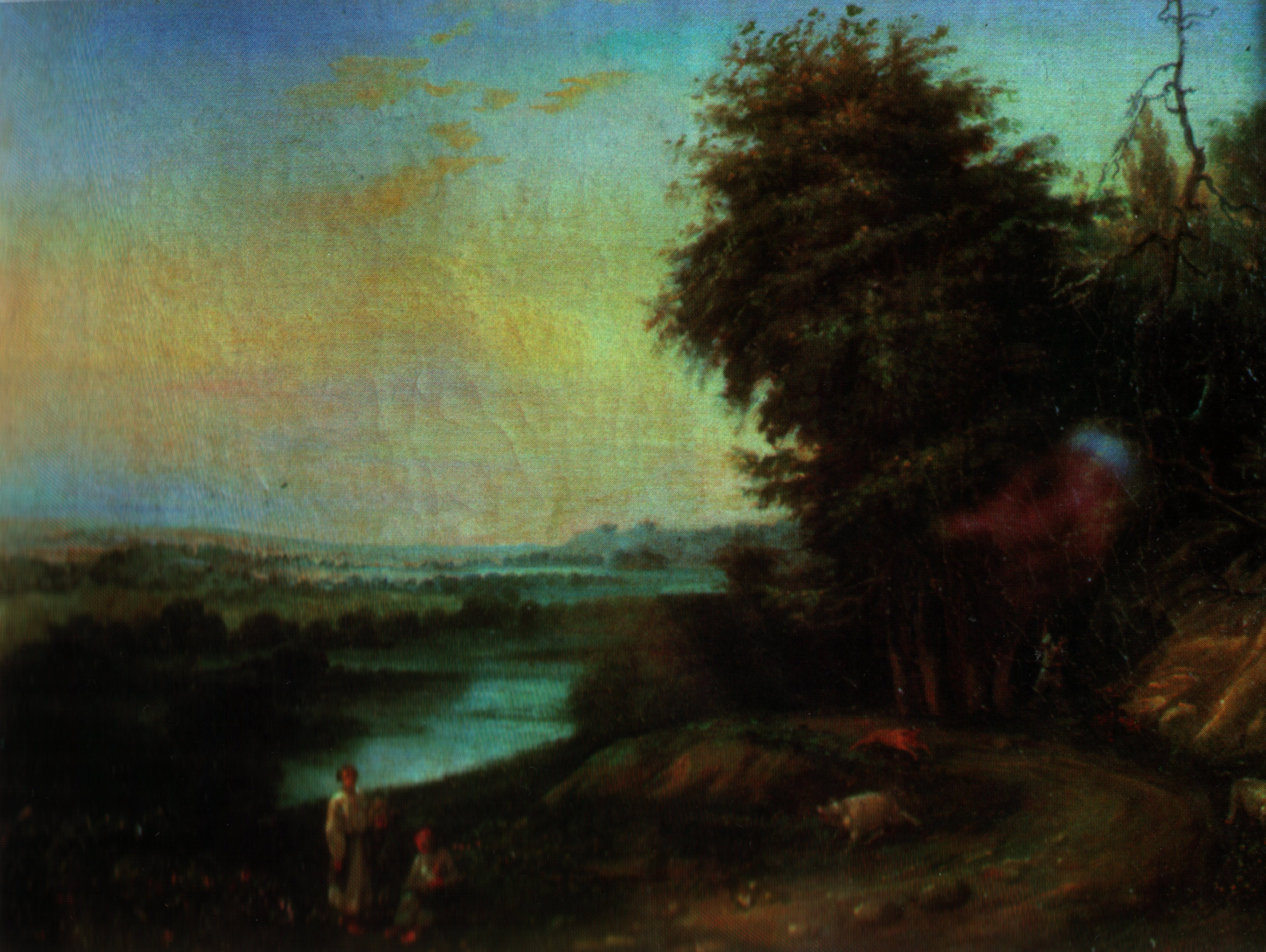
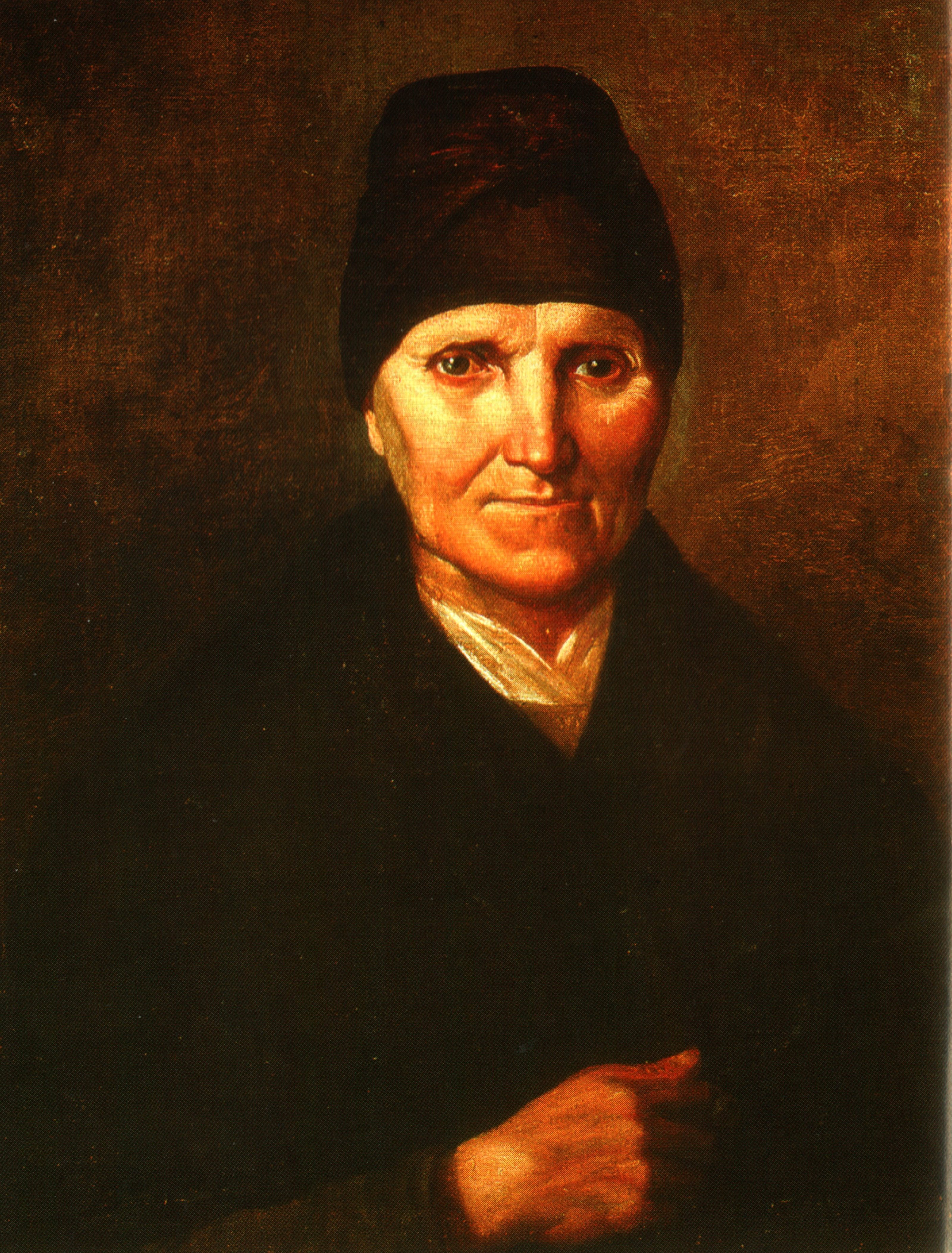
Porträt von Gudim-Levkovoї
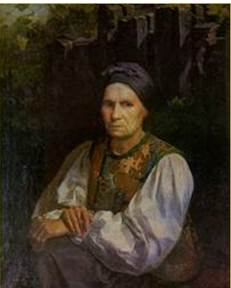
Die Großmutter von Soschenkos Biografen Mychailo Tschalyj